# Borriana (Olaszország)
Borriana egy község Olaszországban, Piemont régióban, Biella megyében. Lakosainak száma 861 fő (2023. január 1.). Borriana Cerrione, Mongrando, Ponderano, Sandigliano és Zubiena községekkel határos.

## Nevezetességek
A Szent Szulpicius-templom 1738 és 1761 között épült.

## Népesség
A település népességének változása:
| Lakosok száma | 896  | 889  | 861  |
|               | 2017 | 2018 | 2023 |